# ロジャーノミクス
ロジャーノミクス（Rogernomics）は、1980年代にニュージーランドで推し進められた経済政策およびその名称。

## 概要
1984年に発足したデビッド・ロンギ政権で財務大臣を務めたロジャー・ダグラスを中心に指揮した経済政策。彼の名をとり“ロジャーノミクス”と命名された。アメリカ合衆国のレーガノミクス、イギリスのサッチャリズムと並ぶ20世紀後半の代表的な経済政策である。

## ロジャーノミクス誕生の背景
1932年にカナダのオタワで帰結されたオタワ協定により、ニュージーランドの農産品はイギリス市場を中心に世界各地で高い地位を確立し、国民生活は高い水準で推移した。第二次世界大戦後は、世界的な食糧需要に対応し、酪農品の輸出が好調に成長した。輸出の拡大に伴い貿易収支（財政）に恵まれたニュージーランドは、世界に先駆け高福祉国家となる。
しかし1970年代に入ると状況は一変し、1973年にイギリスが欧州共同体へ加盟すると、その特権的地位は消滅する。ニュージーランドの輸出産業は縮小し、さらにオイルショックによる原油価格の上昇に痛手を受け貿易収支は悪化。ニュージーランド経済は一気に破綻状態に陥る。1973年にOECDへ加盟するも国民生活は低下し、財政赤字は急増した。
この経済状況に当時のロバート・マルドゥーン首相は、海外からの借金による公共投資を行い、水力発電所や製鉄所の建設をするも予測した成果は達成できず、インフレーションの発生によりニュージーランド国民一人あたりの負債額は世界最高水準に達した。1984年の総選挙でマルドゥーン政権は敗北する。

## ロジャーノミクスの誕生
困窮した財政と経済の建て直しのため、1984年に発足したデビッド・ロンギ率いる第4期ニュージーランド労働党政権は“正しいことをする”をスローガンに掲げ、“国民の理解は得られずとも必要な改革を断行する”と宣言し、経済政策を担当する財務大臣にロジャー・ダグラスを起用する。ダグラスは、ミルトン・フリードマンを中心とするシカゴ学派の経済思想を柱に、市場開放主義・自由主義を哲学にもつ市場原理主義政策をとった。この政策は伝統的な労働党政策から異端的な発案であったが、困窮した経済状況とロンギの強力なリーダーシップの下、改革は断行される。
主な改革案として、変動為替相場への移行、規制緩和・撤廃、補助金制度の撤廃、海外投資の自由化、保護貿易の撤廃などの政策を打ち出した。富裕層による雇用の増加、投資の増加を促すため減税を行い（最高税率を66%から33%へ減税）、不足する財源を確保するため物品サービス税（GST）を導入した（当初10%）。社会福祉予算の削減、医療分野への助成金削減など、徹底した歳出削減も行った。
ロジャーノミクスは経済改革のみならず、行政改革にも着手し、中央省庁の改革、公共部門の見直し、公益法人の再編・民営化・民間部門への売却に着手し小さな政府を目指した。その一例として、巨大官庁であったニュージーランド運輸省（1986年当時）は各部門の規制撤廃、民営化、外部委託などを行い、4500人在籍していた職員は最終的に60人程度で運営できる役所へさま変わりを果たす。郵便電信省は郵便、通信、金融の3部門へ分割され、郵便部門は郵便サービス法1987の下に公社化され、通信部門と金融部門は後年海外資本へ売却された。
ロジャーノミクスは失業者の増加、倒産企業件数の増加、海外への人材流出、貧富の格差拡大など多くの痛みを伴う改革であったが、財政は好調に回復しインフレーションの抑制に成功、対外債務の解消へつながった。
1987年の総選挙で都市部を中心に支持層を取りまとめ、ロンギ政権は再任される。ロジャーノミクスは国有資産の売却、税制改正、社会保障制度改革など新たな改革へ着手するも、1987年のブラック・マンデーを皮切りにニュージーランド経済はふたたび不況へ突入する。
早すぎた改革ゆえの失業者の増加、倒産企業件数の更なる増加など、それまでロンギ政権を支えたジム・アンダートンをはじめとする有力議員が離党を表明しニューランド労働党の崩壊へとつながる。当初ダグラスの改革を推し進めたロンギも党内反対派勢力を前に劣勢な状況へ変わり、均等法人税導入を前にダグラスを更迭する。均等法人税導入は先延ばしされ、ロジャーノミクスは終わりを遂げる。

## ロジャーノミクスのその後
ロンギ政権の混沌とした政局はダグラスの更迭だけに留まらず、有力議員の離党など労働党内部の解体が進み、苦境に立たされたロンギは首相を辞任する。後任の首相には、ジェフリ・パルマーが就任した。この政局の中行われた1990年総選挙では、ジム・ボルジャー率いるニュージーランド国民党が勝利し与野党は逆転する。労働党は半数近くの議席を失い野党へ転落した。更迭されたダグラスは総選挙へは出馬せず政局を見守った。
ボルジャー政権は早すぎたロジャーノミクスを修正するも、経済政策の基本路線はロジャーノミクスを継承した。ボルジャーは財務大臣に弁護士出身の女性政治家ルース・リチャードソンを起用した。リチャードソンはロジャーノミクスの修正を行いつつ行財政改革を継続し、その政策はルースの名をとり“ルサナシア（Ruthanasia）”と呼ばれた。
ボルジャー政権は社会保障制度改革を進め、労働党政権では批判を受けた国有資産の売却へ着手する。鉄道会社のニュージーランド・レールをアメリカ資本へ売却、金融部門（郵便銀行）をオーストラリア資本へ売却、テレビ局のチャンネル3をカナダ資本へ売却するなどロジャーノミクスが成し得なかった政策を実行に移した。

## ロジャーノミクスの評価
ロジャーノミクスは哲学なき政策であり現在もその政策は完成していないといわれる。1980年代にロジャーノミクスが行われていなければニュージーランドの国際的地位も現在とは異なるとの論評もある。
21世紀のニュージーランドはロジャーノミクスが土台にあり、世界で最も規制が少なく、国際市場での競争力の向上、サービスの向上など一定の評価もされる。他方、高い失業率の発生や医療崩壊、犯罪の増加、高等教育の質の低下、長期間の不況を招いたとの指摘もある。また専門職を担う人材の海外流失など将来を担う人材問題も指摘されている。
ロジャーノミクスはその後の政権でも受け継がれ、ニュージーランド航空の再国有化、国営のキーウィ銀行設立など、市民生活に影響を与える行き過ぎた改革が見直された一方、徹底した公共部門の見直し、外部委託・民営化を始め、任期付き公務員の採用、対外債務の解消など、行財政改革は引き続き行われた。
ロジャーノミクスは第4期ニュージーランド労働党政権のみならず、その改革はその後発足したボルジャー、シップリー、クラーク、キー政権でも継承され、すべての改革はロンギ政権のみで行われていない。国有資産の多くはボルジャー政権で売却され、その売却先の多くはアメリカ、オーストラリア、カナダなど英語圏の白人を主体とする国家であったがゆえに国有資本売却に伴う国民の心理的影響は少なかったとの見方が強い。
後年ダグラスはロジャーノミクスとレーガノミクスの違いについて、財政赤字を解消したロジャーノミクスに対し、財政赤字を拡大させたレーガノミクスとの違いを強調しているが、サッチャリズムとの明確な違いについては明言をさけている。